# Липки (Захаровский район)
Липки — село в Захаровском районе Рязанской области России. Входит в состав Добро-Пчёльского сельского поселения.

## География
Село находится в западной части Рязанской области, в лесостепной зоне, в пределах Окско-Донской равнины, на берегах реки Плетёнки, на расстоянии примерно 5 километров (по прямой) к северу от Захарова, административного центра района. Абсолютная высота — 147 метров над уровнем моря.

### Климат
Климат характеризуется как умеренно континентальный, с тёплым летом и умеренно холодной снежной зимой. Средняя температура воздуха самого холодного месяца (января) — −11,5 — −10,4 °C (абсолютный минимум — −45 °C); самого тёплого месяца (июля) — 18,6 — 19,4 °C (абсолютный максимум — 39 °C). Безморозный период длится около 135—155 дней. Среднегодовое количество осадков — 500 мм, из которых большая часть выпадает в тёплый период.

### Часовой пояс
Село Липки, как и вся Рязанская область, находится в часовой зоне МСК (московское время). Смещение применяемого времени относительно UTC составляет +3:00.

## Население
| 1859 | 1897 | 1905  | 2010 | 2023 |
| ---- | ---- | ----- | ---- | ---- |
| 716  | ↗978 | ↗1344 | ↘12  | ↘8   |

### Национальный состав
Согласно результатам переписи 2002 года, в национальной структуре населения русские составляли 94 % из 16 чел.